# Sete virtudes
As sete virtudes são derivadas do poema épico Psicomaquia, escrito pelo poeta cristão Prudêncio do século IV, intitulando a batalha das boas virtudes e vícios malignos. A grande popularidade deste trabalho na Idade Média ajudou a espalhar este conceito pela Europa. São elas: castidade (em latim: castitas), caridade (caritas), temperança (temperantia), diligência (industria), paciência (patientia), bondade/benevolência (benevolentia) e humildade (humilitas). Essas sete virtudes não correspondem às sete virtudes celestiais ou sete virtudes cristãs alcançadas pela combinação das virtudes cardinais e teologais. Tradicionalmente, as sete virtudes cristãs ou celestiais combinam as quatro virtudes cardeais clássicas da prudência, justiça, temperança e coragem (ou fortitude) com as três virtudes teologais da fé, esperança e caridade. Estas foram adotados pelos Padres da Igreja como as sete virtudes. Além disso, os esforços na Idade Média para colocar as sete virtudes celestiais em oposição direta aos sete pecados capitais são incomuns e cercados de dificuldades. "Tratados concentrando-se exclusivamente em ambos os setenários são realmente muito raros." e "exemplos de catálogos medievais tardios de virtudes e vícios que extendem ou transtornam a héptade dupla podem ser facilmente multiplicados".
No cristianismo, uma exemplo de ordenação das sete virtudes em oposição aos sete pecados capitais em correspondência biunívoca foi do seguinte modo:
contra a luxúria, castidade; contra a inveja, caridade; contra a gula, temperança; contra a preguiça, diligência; contra a ira, paciência; contra a avareza, liberalidade (bondade/benevolência); contra a soberba, humildade.